# Arts dinàmiques
Les arts dinàmiques o del temps són les arts que no es plasmen en objectes físics estàtics i permanents o, encara que es puguin plasmar (com el cas de d'una partitura de música o una coreografia en dansa), no adquireixen el seu estat d'art fins que no s'interpreten. Les arts escèniques en general són arts dinàmiques.